# Pectato liasa
La pectato liasa (EC 4.2.22 CAS 9015-75-2 ) o pectín ácido liasa es una enzima liasa que rompe las moléculas de pectina de bajo metoxilo como una endoglucanasa específica de enlaces α(1->4), dando lugar a  monómeros de ácido galacturónico, ramnosa y dextrina varias. Se encuentra en algunas bacterias y hongos, fundamentalmente fitopatógenos, y es de mucha aplicación en la industria del zumo.